# Winkel (Lindenfels)
Winkel ist ein Stadtteil von Lindenfels im Odenwald im südhessischen Landkreis Bergstraße. Der Ortsteil ist ein anerkannter Erholungsort.

## Geographie
Winkel liegt etwa einen Kilometer oberhalb von Schlierbach im Tal des Schlierbachs und seiner östlichen Seitentäler. Auf 221,8 ha (davon Wald 57,6 ha, Äcker 80,5 ha, Wiesen/Weiden 63,3 ha) leben etwa 300 Einwohner in circa 100 Häusern.

## Geschichte

### Von den Anfängen bis zum 18. Jahrhundert
Winkel entstand im Gebiet der ehemaligen Mark Heppenheim die einen Verwaltungsbezirk des Frankenreichs bezeichnete.  Am 20. Januar 773 schenkte Karl der Große die Stadt Heppenheim nebst dem zugehörigen Bezirk, der ausgedehnten Mark Heppenheim, dem Reichskloster Lorsch. Nach langen Streitigkeiten konnten sich die Kurpfalz und das Erzbistum Mainz Anfang des 14. Jahrhunderts über das Erbe aus dem Lorscher Abtei einigen und die Pfälzer Teile wurden durch die Amtsvogtei Lindenfels verwaltet zu dem auch Winkel gehörte. Bis 1737 unterstand Lindenfels dem Oberamt Heidelberg, danach wurde Lindenfels ein Oberamt.
Die früheste erhalten gebliebene urkundliche Erwähnung des Ortes als Winkel weist in das Jahr 1356, als der Pfalzgraf Ruprecht dem Konrad Hennychin den Hof zu Schlierbach und 13 ½ Huben in Gladbach, Winkel und Schlierbach zu 24 Malter Korngült verpachtet. Innerhalb des Amts Lindenfels gehört der Ort zur Thalzent dessen Zentgericht erst in Glattbach, später in Ellenbach und zuletzt in Schlierbach abgehalten wurde. Das Gerichte hatte gemeinsam mit Lindenfels eine Richtstätte in den »Faustenbacher Hecken auf dem Bühel«. Für deren Unterhaltung musste die Thalzent die Hälfte der Kosten tragen.
In seinem Siegel führte das Zentgericht ein Schild mit 3 Feldern. Im ersten Feld befand sich der Pfälzische Löwe, im zweiten die bayerischen Rauten und im dritten, untersten ein Knabe auf einem Hügel, über dessen Kopf eine Kugel schwebte.
In den Anfängen der Reformation sympathisierten die pfälzischen Herrscher offen mit dem lutherischen Glauben, aber erst unter Ottheinrich (Kurfürst von 1556 bis 1559) erfolgte der offizielle Übergang zur lutherischen Lehre. Danach wechselten seine Nachfolger und gezwungenermaßen auch die Bevölkerung mehrfach zwischen der lutherischen, reformierten und calvinistischen Religion.
Mit der Reformation und deren Einführung entstand in Schlierbach unter Friedrich III die reformierte Pfarrei, zu der nach dem Heidelberger Oberamtscompetenzbuch im Jahr 1610 die Filiale Kolmbach, Glattbach, Winkel, Eulsbach, Erlenbach und Seidenbach gehörten. Nachdem im Dreißigjährigen Krieg das Pfarrhaus in Schlierbach durch Brand zerstört wurde, wird Winkel als Filiale von Lindenfels geführt. Später wird Schlierbach wieder ein Pfarrer eingesetzt und ab 1650 gibt es dort wieder Kirchenbücher.
Nach dem Zinsbuch des Oberamts Heidelberg von 1369 bestand der Ort aus acht Huben und hatte 1613: „6 leibeigne Manns- und 16 Weibspersonen, 15 Hausgesäße.“
Am Ende des Dreißigjährigen Kriegs (1648) dürfte der Ort wie viele Gebiete der Kurpfalz fast menschenleer gewesen sein.
Nach dem verheerenden Krieg betrieb die Kurpfalz auf ihrem Gebiet eine durch religiöse Toleranz geprägte Wiederansiedlungspolitik. Doch die in der unruhigen Folgezeit ausbrechenden Kriege wie der Pfälzische Erbfolgekrieg (1688–1697) und der Spanische Erbfolgekrieg (1701–1714) machte viele der Bemühungen wieder zunichte und Zehntausende Pfälzer emigrierten u. a. nach Nordamerika und Preußen.
Auch in religiöser Hinsicht war die Zeit nach dem Dreißigjährigen Krieg von großer Unruhe geprägt. 1685 starb die reformierte Linie Pfalz-Simmern aus und die katholischen Vettern der Linie Pfalz-Neuburg traten mit Kurfürst Philipp Wilhelm die Regierung in der Kurpfalz an. Dieser ordnete die Gleichstellung des katholischen Glaubens, in der mehrheitlich evangelischen bevölkerten Pfalz, an. Schon während des Pfälzischen Erbfolgekriegs hatte Frankreich versucht, in den eroberten Gebieten die Gegenreformation voranzutreiben, und etliche katholische Pfarreien gegründet. Der Krieg endete 1697 mit dem Frieden von Rijswijk, der die Stellung des zu diesem Zeitpunkt regierenden katholischen Kurfürsten Johann Wilhelm stärkte. Dies führte am 26. Oktober 1698 zum Erlass des Simultaneum. Danach waren die Katholiken berechtigt alle reformierten Einrichtungen wie Kirchen, Schulen und Friedhöfe mitzunutzen, während dies umgekehrt nicht erlaubt wurde. Weiterhin wurde die bis dahin selbständige reformierte Kirchenverwaltung dem Landesherren unterstellt. Erst auf Betreiben Preußens kam es 1705 zur sogenannten Pfälzische Kirchenteilung in der das Simultanum rückgängig gemacht wurde und die Kirchen im Land wurden mitsamt Pfarrhäusern und Schulen zwischen den Reformierten und den Katholiken im Verhältnis fünf zu zwei aufgeteilt. Sonderregelungen gab es für die drei Hauptstädte Heidelberg, Mannheim und Frankenthal sowie die Oberamtsstädte Alzey, Kaiserslautern, Oppenheim, Bacharach und Weinheim. In den Städten mit zwei Kirchen sollte die eine den Protestanten und die andere den Katholiken zufallen; in den anderen, wo nur eine Kirche bestand, der Chor vom Langhaus durch eine Mauer geschieden, und jener den Katholiken, dieses den Protestanten eingeräumt werden. Den Lutheranern wurden nur jene Kirchen zugestanden, die sie im Jahr 1624 besaßen oder danach gebaut hatten.
Bis 1737 unterstand die „Amtsvogtei Lindenfels“ dem Oberamt Heidelberg, danach wurde sie ein selbständiges Oberamt.
Die Gerichtsbarkeit und die hoheitliche Verwaltung über Winkel lag bei der Thal Zent  des Oberamts Lindenfels der Pfalzgrafschaft bei Rhein (im Kurfürstentum Pfalzbayern ab 1777).
Für 1784 wird über Winkel berichtet, dass dort 23 Familien mit 104 Seelen in 14 Wohnstätten wohnen. Die Gemarkung bestand aus 247 Morgen Acker, 70 Morgen Wiesen, 8 Morgen Gärten und 19 Morgen Wald. Von diesem Wald gehörten 10 Morgen zu den Huben und der Rest der Gemeinde.
Den Zehnten bezog zu einem Drittel die geistliche Verwaltung des Stifts Zum heiligen Geist in Heidelberg. Die Kurpfalz erhielt zwei Drittel von sechseinhalb Huben und für dreieinhalb Huben erhielten die Ulner von Dieburg zwei Drittel vom Zehnten.

### Vom 19. Jahrhundert bis heute

#### Winkel wird hessisch
Das ausgehende 18. und beginnende 19. Jahrhundert brachte Europa weitreichende Änderungen. Als Folge der Napoleonischen Kriege wurde bereits 1797 das „Linke Rheinufer“ und damit der linksrheinische Teil der Kurpfalz durch Frankreich annektiert. In seiner letzten Sitzung verabschiedete im Februar 1803 der Immerwährende Reichstag in Regensburg den Reichsdeputationshauptschluss, der die Bestimmungen des Friedens von Luneville umsetzte, und die territorialen Verhältnisse im Heiligen Römischen Reich (Deutscher Nation) neu regelte. Dabei erhielt die Landgrafschaft Hessen-Darmstadt, als Ausgleich für verlorene rechtsrheinische Gebiete, unter anderem Teile der aufgelösten Fürstentümer Kurmainz, Kurpfalz und des Worms zugesprochen. Auch das Oberamt Lindenfels und mit ihm Winkel kam an Hessen-Darmstadt. Dort wurde das Oberamt vorläufig als hessische Amtsvogtei weitergeführt.
Unter Druck Napoléons gründete sich 1806 der Rheinbund, dies geschah mit dem gleichzeitigen Reichsaustritt der Mitgliedsterritorien.
Dies führte am 6. August 1806 zur Niederlegung der Reichskrone, womit das alte Reich aufhörte zu bestehen.
Am 14. August 1806 erhob Napoleon die Landgrafschaft Hessen-Darmstadt, gegen den Beitritt zum Rheinbund und Stellung hoher Militärkontingente an Frankreich, zum Großherzogtum, andernfalls drohte er mit Invasion.
1812 wurde der Amtsbereich des „Amts Lindenfels“ aufgeteilt und Winkel dem ehemals mainzischen Amt Fürth zugewiesen.
Die Übergeordnete Verwaltungsbehörde war der „Regierungsbezirk Darmstadt“ der ab 1803 auch als „Fürstentum Starkenburg“ bezeichnet wurde.
Nach der endgültigen Niederlage Napoléons regelte der Wiener Kongress 1814/15 auch die territorialen Verhältnisse für Hessen, daraufhin wurden 1816 im Großherzogtum Provinzen gebildet. Dabei wurde das vorher als „Fürstentum Starkenburg“ bezeichnete Gebiet, das aus den südlich des Mains gelegenen alten Hessischen und den ab 1803 hinzugekommenen rechtsrheinischen Territorien bestand, in „Provinz Starkenburg“ umbenannt.
Im Jahr 1814 wurde die Leibeigenschaft im Großherzogtum aufgehoben und es erhielt mit der am 17. Dezember 1820 eingeführten Verfassung des Großherzogtums Hessen eine konstitutionelle Monarchie, in der der Großherzog aber noch große Machtbefugnisse hatte. Die noch bestehenden standesherrlichen Rechte wie Niedere Gerichtsbarkeit, Zehnten, Grundzinsen und andere Gefälle blieben aber noch bis 1848 bestehen.
1821 wurden im Rahmen einer umfassenden Verwaltungsreform die Amtsvogteien in den Provinzen Starkenburg und Oberhessen des Großherzogtum aufgelöst und Landratsbezirke eingeführt, wobei Winkel zum Landratsbezirk Lindenfels kam. Im Rahmen dieser Reform wurden auch Landgerichte geschaffen, die jetzt unabhängig von der Verwaltung waren. Deren Gerichtsbezirke entsprachen in ihrem Umfang den Landratsbezirken. Für den Landratsbezirk Lindenfels war das Landgericht Fürth als Gericht erster Instanz zuständig. Diese Reform ordnete auch die Verwaltung auf Gemeindeebene neu. So war die Bürgermeisterei in Schlierbach für die Orte Winkel, Glattbach, Kolmbach und Seidenbach und Seidenbuch zuständig war.
Entsprechend der Gemeindeverordnung vom 30. Juni 1821 gab es keine Einsetzungen von Schultheißen mehr, sondern einen gewählten Ortsvorstand, der sich aus Bürgermeister, Beigeordneten und Gemeinderat zusammensetzte.
Die Statistisch-topographisch-historische Beschreibung des Großherzogthums Hessen berichtet 1829 über Winkel:

„Winkel (L. Bez. Lindenfels) reform. Filialdorf; liegt 1⁄4 St. von Lindenfels, hat 17 Häuser und 151 Einw., die außer 5 Luth. reformirt sind. Im Jahr 1369 befanden sich 8 Huben hier. Der Ort kam 1802 von Churpfalz an Hessen.“

Zu Winkel gehörten auch der Neuthaler Hof und der Caffeeberg Hof.
1832 wurden die Verwaltungseinheiten weiter vergrößert und es wurden Kreise geschaffen. Nach der am 20. August 1832 bekanntgegebenen Neugliederung sollte es in Süd-Starkenburg künftig nur noch die Kreise Bensheim und Lindenfels geben; der Landratsbezirk von Heppenheim sollte in den Kreis Bensheim fallen. Noch vor dem Inkrafttreten der Verordnung zum 15. Oktober 1832 wurde diese aber dahingehend revidiert, dass statt des Kreises Lindenfels neben dem Kreis Bensheim der Kreis Heppenheim als zweiter Kreis gebildet wurde, zu dem jetzt Winkel gehörte. Auch nach der Kreisbildung von 1832 wurde Winkel noch durch die Bürgermeisterei Schlierbach verwaltet. 1842 wurde das Steuersystem im Großherzogtum reformiert und der Zehnte und die Grundrenten (Einnahmen aus Grundbesitz) wurden durch ein Steuersystem ersetzt, wie es in den Grundzügen heute noch existiert.
Infolge der Märzrevolution 1848 wurden mit dem „Gesetz über die Verhältnisse der Standesherren und adeligen Gerichtsherren“ vom 15. April 1848 die standesherrlichen Sonderrechte endgültig aufgehoben.
Darüber hinaus wurden in den Provinzen, die Kreise und die Landratsbezirke des Großherzogtums am 31. Juli 1848 abgeschafft und durch „Regierungsbezirke“ ersetzt, wobei die bisherigen Kreise Bensheim und Heppenheim zum Regierungsbezirk Heppenheim vereinigt wurden. Bereits vier Jahre später, im Laufe der Reaktionsära, kehrte man aber zur Einteilung in Kreise zurück und Winkel wurde Teil des neu geschaffenen Kreises Lindenfels.
Die im Dezember 1852 aufgenommenen Bevölkerungs- und Katasterlisten ergaben für Winkel: Reformatorisches Filialdorf mit 91 Einwohnern. Die Gemarkung besteht aus 886 Morgen, davon 499 Morgen Ackerland, 135 Morgen Wiesen und 271 Morgen Wald.
In den Statistiken des Großherzogtums Hessen werden, bezogen auf Dezember 1867, für das Filialdorf Winkel, die Bürgermeisterei Schlierbach, 12 Häuser, 95 Einwohnern, der Kreis Lindenfels, das Landgericht Fürth, die evangelische reformierte Pfarrei Schlierbach mit dem Dekanat in Lindenfels und die katholische Pfarrei Lindenfels des Dekanats Heppenheim, angegeben. Zur Gemarkung gehörten außerdem Hammerklingen (1 Häuser, 10 Einw.), der Hof Kaffeberg (4 Häuser, 19 Einw.) und der Hof Neuthal (1 Häuser, 11 Einw.).
1870 provoziert der preußische Ministerpräsident Otto von Bismarck durch die sogenannte Emser Depesche den Deutsch-Französischen Krieg, in dem das Großherzogtum Hessen als Mitglied des Norddeutschen Bundes an der Seite Preußens teilnahm. Noch vor dessen offiziellen Ende am 10. Mai 1871 traten die süddeutschen Staaten dem Norddeutschen Bund bei und am 1. Januar 1871 trat dessen neu Verfassung in Kraft, mit der er sich nun Deutsches Reich nannte.
Auf deutscher Seite forderte dieser Krieg ca. 41.000 Tote. Mit dem Reichsmünzgesetz gab es Deutschland nur noch eine Währung, die Mark mit 100 Pfennigen als Untereinheit.
Nachdem das Großherzogtum Hessen ab 1871 Teil des Deutschen Reiches war, wurden 1874 eine Reihe von Verwaltungsreformen beschlossen. So wurden die landesständige Geschäftsordnung sowie die Verwaltung der Kreise und Provinzen durch Kreis- und Provinzialtage geregelt. Die Neuregelung trat am 12. Juli 1874 in Kraft und verfügte auch die Auflösung der Kreise Lindenfels und Wimpfen und die Eingliederung Winkel in den Kreis Bensheim.

#### Zeit der Weltkriege
Am 1. August 1914 brach der Erste Weltkrieg aus und setzte im ganzen Deutschen Reich der positiven wirtschaftlichen Entwicklung ein Ende. Als nach der deutschen Niederlage am 11. November 1918 der Waffenstillstand unterschrieben wurde, hatte auch Winkel viele Gefallene zu beklagen, während der Krieg insgesamt rund 17 Millionen Menschenopfer kostete.
Das Ende des Deutschen Kaiserreiches war damit besiegelt, und die unruhigen Zeiten der Weimarer Republik folgten. In der Zeit von 1921 bis 1930 wurden in Deutschland 566.500 Auswanderer gezählt, die versuchten, den schwierigen Verhältnissen in Deutschland zu entfliehen.
Am 30. Januar 1933 wurde Adolf Hitler Reichskanzler, was das Ende der Weimarer Republik und den Beginn der Nationalsozialistischen Diktatur bedeutete.
Die hessischen Provinzen Starkenburg, Rheinhessen und Oberhessen wurden 1937 nach der 1936 erfolgten Auflösung der Provinzial- und Kreistage aufgehoben. Zum 1. November 1938 trat dann eine umfassende Gebietsreform auf Kreisebene in Kraft. In der ehemaligen Provinz Starkenburg war der Kreis Bensheim besonders betroffen, da er aufgelöst und zum größten Teil dem Kreis Heppenheim zugeschlagen wurde. Der Kreis Heppenheim übernahm auch die Rechtsnachfolge des Kreises Bensheim und erhielt den neuen Namen Landkreis Bergstraße.
Am 1. September 1939 begann mit dem Einmarsch deutscher Truppen in Polen der Zweite Weltkrieg, der in seinen Auswirkungen noch weit dramatischer war als der Erste Weltkrieg und dessen Opferzahl auf 60 bis 70 Millionen Menschen geschätzt werden.
In der Endphase des Zweiten Weltkrieges in Europa erreichen die amerikanischen Verbände Mitte März 1945 den Rhein zwischen Mainz und Mannheim. Am 22. März überquerte die 3. US-Armee bei Oppenheim den Rhein und besetzte am 25. März Darmstadt. In den ersten Stunden des 26. März 1945 überquerten amerikanische Einheiten bei Hamm und südlich von Worms den Rhein von wo sie auf breiter Front gegen die Bergstraße vorrücken. Am 27. März standen die amerikanischen Truppen in Lorsch, Bensheim und Heppenheim und einen Tag später waren Aschaffenburg am Main sowie der westliche und nördlichen Teil des Odenwaldes besetzt. Der Krieg in Europa endete mit der bedingungslosen Kapitulation aller deutschen Truppen, die am 8. Mai 1945 um 23:01 Uhr mitteleuropäischer Zeit in Kraft trat.
Das Großherzogtum Hessen war von 1815 bis 1866 ein Mitgliedsstaat des Deutschen Bundes und danach ein Bundesstaat des Deutschen Reiches. Es bestand bis 1919, nach dem Ersten Weltkrieg wurde das Großherzogtum zum republikanisch verfassten Volksstaat Hessen. 1945 nach Ende des Zweiten Weltkriegs befand sich das Gebiet des heutigen Hessen in der amerikanischen Besatzungszone und durch Weisung der Militärregierung entstand Groß-Hessen, aus dem das Bundesland Hessen in seinen heutigen Grenzen hervorging.

#### Nachkriegszeit und Gegenwart
Im Jahr 1961 wurde die Gemarkungsgröße mit 222 ha angegeben, davon waren 60 ha Wald.
Im Zuge der Gebietsreform in Hessen schloss sich der Ort zeitgleich zu den Gemeinden Eulsbach, Glattbach, Schlierbach am 31. Dezember 1970 freiwillig der Stadt Lindenfels an. Für Winkel wurde wie für alle nach Lindenfels eingegliederten Orte ein Ortsbezirk mit Ortsbeirat und Ortsvorsteher nach der Hessischen Gemeindeordnung eingerichtet.
Im Jahr 2014 erhielt der Ort das Prädikat staatlich anerkannter Erholungsort.

### Schulgeschichte
Vor dem Dreißigjährigen Krieg gingen die Kinder nach Schlierbach zur Schule, danach nach Lindenfels. Als 1830 eine ständige Schule in Schlierbach errichtet wurde, wies man auch die Kinder von Winkel dorthin. So blieb es bis 1970. Seitdem gingen die Grundschüler und die oberen Jahrgänge nach Fürth, die Grundschüler heute wieder nach Lindenfels, in die dortigen Einrichtungen. Weiterführende Schulen werden nicht mehr nur in Fürth besucht, sondern auch in Rimbach, Bensheim usw.

### Gerichtszugehörigkeit in Hessen
Die Gerichtsbarkeit des Oberamtes Lindenfels ging 1813 an das neue Justizamt in Fürth über. Mit Bildung der Landgerichte im Großherzogtum Hessen war ab 1821 das Landgericht Fürth das Gericht erster Instanz. Anlässlich der Einführung des Gerichtsverfassungsgesetzes mit Wirkung vom 1. Oktober 1879, infolge derer die bisherigen großherzoglich hessischen Landgerichte durch Amtsgerichte an gleicher Stelle ersetzt wurden, während die neu geschaffenen Landgerichte nun als Obergerichte fungierten, kam es zur Umbenennung in Amtsgericht Fürth und Zuteilung zum Bezirk des Landgerichts Darmstadt.

### Verwaltungsgeschichte im Überblick
Die folgende Liste zeigt die Staaten und Verwaltungseinheiten, denen Winkel angehört(e):
- vor 1737: Heiliges Römisches Reich, Pfalzgrafschaft bei Rhein, Oberamt Heidelberg, Amt Lindenfels, Thal-Zent
- ab 1737: Heiliges Römisches Reich, Pfalzgrafschaft bei Rhein, Oberamt Lindenfels, Thal-Zent
- ab 1777: Heiliges Römisches Reich, Kurfürstentum Pfalzbayern, Pfalzgrafschaft bei Rhein, Oberamt Lindenfels, Thal-Zent
- ab 1803: Heiliges Römisches Reich, Landgrafschaft Hessen-Darmstadt,[Anm. 2] Fürstentum Starkenburg, Amt Lindenfels
- ab 1806: Großherzogtum Hessen,[Anm. 3] Fürstentum Starkenburg, Amt Lindenfels[25]
- ab 1812: Großherzogtum Hessen, Fürstentum Starkenburg, Amt Fürth
- ab 1815: Großherzogtum Hessen[Anm. 4], Provinz Starkenburg, Amt Fürth
- ab 1821: Großherzogtum Hessen, Provinz Starkenburg, Landratsbezirk Lindenfels[Anm. 5]
- ab 1832: Großherzogtum Hessen, Provinz Starkenburg, Kreis Heppenheim
- ab 1848: Großherzogtum Hessen, Regierungsbezirk Heppenheim
- ab 1852: Großherzogtum Hessen, Provinz Starkenburg, Kreis Lindenfels
- ab 1871: Deutsches Reich,[Anm. 6] Großherzogtum Hessen, Provinz Starkenburg, Kreis Lindenfels
- ab 1874: Deutsches Reich, Großherzogtum Hessen, Provinz Starkenburg, Kreis Bensheim
- ab 1918: Deutsches Reich, Volksstaat Hessen,[Anm. 7] Provinz Starkenburg, Kreis Bensheim
- ab 1938: Deutsches Reich, Volksstaat Hessen, Landkreis Bergstraße[26][Anm. 8]
- ab 1945: Amerikanische Besatzungszone,[Anm. 9] Groß-Hessen, Regierungsbezirk Darmstadt, Landkreis Bergstraße
- ab 1946: Amerikanische Besatzungszone, Land Hessen, Regierungsbezirk Darmstadt, Landkreis Bergstraße
- ab 1949: Bundesrepublik Deutschland, Land Hessen, Regierungsbezirk Darmstadt, Landkreis Bergstraße
- ab 1971: Bundesrepublik Deutschland, Land Hessen, Regierungsbezirk Darmstadt, Landkreis Bergstraße, Stadt Lindenfels[Anm. 10]

### Einwohnerentwicklung
| • 1613: | 15 Hausgesessene; Leibeigene: 6 Männer, 16 Frauen |
| • 1784: | 104 Seelen; 23 Familien in 14 Wohnstätten         |
| • 1806: | 110 Einwohner, 15 Häuser                          |
| • 1829: | 151 Einwohner, 17 Häuser                          |
| • 1867: | 135 Einwohner, 18 Häuser                          |

| Winkel: Einwohnerzahlen von 1784 bis 2012 | Winkel: Einwohnerzahlen von 1784 bis 2012 | Winkel: Einwohnerzahlen von 1784 bis 2012 | Winkel: Einwohnerzahlen von 1784 bis 2012 | Winkel: Einwohnerzahlen von 1784 bis 2012 |
| --- | ----------------------------------------- | ----------------------------------------- | ----------------------------------------- | ----------------------------------------- |
| Jahr |                                           |                                           |                                           | Einwohner                                 |
| 1784 | 1784                                      |                                           | 104                                       | 104                                       |
| 1806 | 1806                                      |                                           | 110                                       | 110                                       |
| 1829 | 1829                                      |                                           | 151                                       | 151                                       |
| 1834 | 1834                                      |                                           | 144                                       | 144                                       |
| 1840 | 1840                                      |                                           | 148                                       | 148                                       |
| 1846 | 1846                                      |                                           | 138                                       | 138                                       |
| 1852 | 1852                                      |                                           | 91                                        | 91                                        |
| 1858 | 1858                                      |                                           | 134                                       | 134                                       |
| 1864 | 1864                                      |                                           | 121                                       | 121                                       |
| 1871 | 1871                                      |                                           | 139                                       | 139                                       |
| 1875 | 1875                                      |                                           | 143                                       | 143                                       |
| 1885 | 1885                                      |                                           | 135                                       | 135                                       |
| 1895 | 1895                                      |                                           | 132                                       | 132                                       |
| 1905 | 1905                                      |                                           | 113                                       | 113                                       |
| 1910 | 1910                                      |                                           | 121                                       | 121                                       |
| 1925 | 1925                                      |                                           | 131                                       | 131                                       |
| 1939 | 1939                                      |                                           | 102                                       | 102                                       |
| 1946 | 1946                                      |                                           | 149                                       | 149                                       |
| 1950 | 1950                                      |                                           | 127                                       | 127                                       |
| 1956 | 1956                                      |                                           | 109                                       | 109                                       |
| 1961 | 1961                                      |                                           | 102                                       | 102                                       |
| 1967 | 1967                                      |                                           | 135                                       | 135                                       |
| 1970 | 1970                                      |                                           | 169                                       | 169                                       |
| 1980 | 1980                                      |                                           | ?                                         | ?                                         |
| 1990 | 1990                                      |                                           | ?                                         | ?                                         |
| 2000 | 2000                                      |                                           | 261                                       | 261                                       |
| 2006 | 2006                                      |                                           | 290                                       | 290                                       |
| 2011 | 2011                                      |                                           | 279                                       | 279                                       |
| 2012 | 2012                                      |                                           | 280                                       | 280                                       |
| Datenquelle: Historisches Gemeindeverzeichnis für Hessen: Die Bevölkerung der Gemeinden 1834 bis 1967. Wiesbaden: Hessisches Statistisches Landesamt, 1968. Weitere Quellen: ; 2000; 2006; 2012: Stadt Lindenfels aus webarchiv. Zensus 2011 |                                           |                                           |                                           |                                           |

### Religionszugehörigkeit
| • 1829: | 5 lutheranische (= 3,31 %) und 146 reformierte (= 96,69 %) Einwohner |
| • 1961: | evangelische (= 95,10 %), 4 katholische (= 3,92 %) Einwohner         |

## Politik
Für Winkel besteht ein Ortsbezirk mit Ortsbeirat und Ortsvorsteher nach der Hessischen Gemeindeordnung. Der Ortsbeirat besteht aus fünf Mitgliedern.
Nach der Kommunalwahl 2016 setzt er sich aus drei Vertretern der LWG/CDU  und zwei Vertretern der SPD zusammen. Ortsvorsteher ist Achim Falter (CDU).

## Kultur und Sehenswürdigkeiten
Winkel gilt als offenes Reihendorf. Zum Ort gehören auch die im Westteil der Gemarkung, am unteren Hang des Buchs, gelegenen beiden mächtigen Außenhöfe (alte Huben) Neutal und Kaffenberg. Die Höfe und Wohngebäude gehen zumeist bis ins 19. Jahrhundert zurück und bestehen aus zweigeschossigem Fachwerk.